# Archives de l'État à Anvers-Beveren

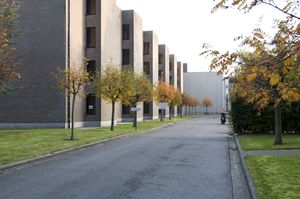
Bâtiment des Archives de l'État à Beveren, Kruibekesteenweg, no 39/1.

Les Archives de l’État à Anvers-Beveren sont l’un des 19 dépôts des Archives de l'État en Belgique.
Elles se trouvent le long de la Kruibekesteenweg no 39/1 à deux pas de la gare de Beveren en province de Flandre-Orientale.
Les Archives de l’État existent à Beveren depuis 1964. Elles sont pourvues depuis 2010 de plus de 600 panneaux solaires.

## Qu’y trouve-t-on?
A Beveren, les Archives de l'État conservent des archives du ressort du territoire de la Flandre ainsi que des archives du ressort d'Anvers.
1) Les archives du ressort du territoire de la Flandre
Il s'agit de fonds d’archives couvrant la totalité ou de grandes parties du territoire flamand :
- les registres paroissiaux de l’Ancien Régime,
- les registres de l’état civil (XIXe et XXe siècles),
- les registres de commerce des Tribunaux de Commerce (essentiellement XXe siècle),
- les archives d’entreprises (essentiellement XIXe et XXe siècles),
- les archives des services centraux de la Communauté flamande (essentiellement deuxième moitié du XXe siècle).
- Instruments de recherche

2) Les archives du ressort d'Anvers
Les archives du ressort d’Anvers proviennent d’institutions publiques et privées, d’organisations, de familles et de personnes ancrées à un moment ou à un autre sur le sol de l'actuelle province d’Anvers.
- Archives publiques de l’Ancien Régime
- Archives publiques de la période contemporaine
- Archives ecclésiastiques
- Archives notariales
- Archives privées
- Sources généalogiques
- Collections
- Instruments de recherche

## Salle de lecture numérique
Depuis août 2009, les registres paroissiaux et registres d’état civil de tout le pays ont été progressivement numérisés et mis à disposition du public dans les 19 salles de lecture des Archives de l’État, dont celle de Beveren. 
Depuis janvier 2013, plus de 27 000 registres paroissiaux et un nombre sans cesse croissant de registres d’état civil de moins de 100 ans sont également disponibles gratuitement sur le site internet des Archives de l’État.
D’autres types de documents sont, par ailleurs, consultables depuis la salle de lecture numérique ou le site internet des Archives de l’État : 6 000 photos de la Première Guerre mondiale, des milliers de cartes et plans, les procès-verbaux du Conseil des Ministres (1918-1979), l'annuaire statistique de la Belgique (et du Congo belge) depuis 1870, 38 000 moulages de sceaux, etc.